# Мадагаскарска острозъба акула
Мадагаскарската острозъба акула (Negaprion acutidens) е вид хрущялна риба от семейство Сиви акули (Carcharhinidae). Видът е световно застрашен, със статут Уязвим.

## Разпространение
Разпространен е в Австралия (Западна Австралия, Куинсланд и Северна територия), Вануату, Индия, Индонезия, Мадагаскар, Мианмар, Папуа Нова Гвинея, Соломонови острови, Тайланд, Фиджи и Южна Африка.